# كينتارو إيشيكاوا
كينْتارو إيشيكاوا (باليابانية: 石川 健太郎) (مواليد 12 فبراير 1970)، هو لاعب كرة قدم ياباني سابق كان يلعب كمدافع.

## وصلات خارجية
- كينتارو إيشيكاوا على موقع رابطة كرة القدم اليابانية للمحترفين (اليابانية)
- كينتارو إيشيكاوا على موقع قاعدة بيانات كرة القدم.إي يو (الإنجليزية)
- كينتارو إيشيكاوا على موقع عالم كرة القدم.نت (الإنجليزية)